# Новопетровка (Червоногвардійський район)
Новопетро́вка (рос. Новопетровка) — село у складі Червоногвардійського району Оренбурзької області, Росія.

## Населення
Населення — 222 особи (2010; 295 у 2002).
Національний склад (станом на 2002 рік):
- росіяни — 91 %